# Route nationale 137
Die Route nationale 137, kurz N 137 oder RN 137, ist eine französische Nationalstraße.

## Geschichte
Die Straße wurde 1824 zwischen Saint-Malo und einer Straßenkreuzung mit der Nationalstraße 10 bei Saint-André-de-Cubzac festgelegt und geht auf die Route impériale 157 zurück. Ihre Länge betrug 476 Kilometer.
1973 wurde der Verlauf der Nationalstraße auf einige Umgehungsstraßen und den Seitenast N 137A verlegt. Dadurch verkürzte sich ihre Länge um einige Kilometer. Über weite Strecken wurde die N 137 als Schnellstraße ausgebaut. 2006 wurde sie zwischen Saint-Malo und Rennes, sowie Nantes und Saint-André-de-Cubzac mit Ausnahme der Umgehungsstraßen von La Rochelle und von Saintes abgestuft.

## Streckenverlauf
| Position | höchste zulässige Gesamtgeschwindigkeit | Fahrbahnen | Typ   | km                           | Abschnitt                                                   | Längengrad | Breitengrad |
| -------- | --------------------------------------- | ---------- | ----- | ---------------------------- | ----------------------------------------------------------- | ---------- | ----------- |
| 1        | 110                                     | 2          |       | Beginn der Autobahn          | N 136 Rocade Sud de Rennes/Porte de Nantes                  | 48.0805    | -1.6750     |
| 2        | 110                                     | 2          | 5     | Vollständige Anschlussstelle | D 34 - Chartes de Br. / Noyal-Chatillon                     | 48.0406    | -1.6855     |
| 3        | 110                                     | 2          | 7     | Vollständige Anschlussstelle | Pont-Péan                                                   | 48.0196    | -1.6904     |
| 4        | 110                                     | 2          | 8     | Teil-Anschlußstelle          | Pont-Péan                                                   | 48.0069    | -1.6918     |
| 5        | 110                                     | 2          | 10    | Teil-Anschlußstelle          |                                                             | 47.9908    | -1.6951     |
| 6        | 110                                     | 2          | 12    | Vollständige Anschlussstelle | Laillé                                                      | 47.9741    | -1.6944     |
| 7        | 110                                     | 2          | 14    | Teil-Anschlußstelle          |                                                             | 47.9643    | -1.6907     |
| 8        | 110                                     | 2          | 17    | Teil-Anschlußstelle          | Crevin                                                      | 47.9355    | -1.6740     |
| 9        | 110                                     | 2          | 17.5  | Teil-Anschlußstelle          | Crevin                                                      | 47.9300    | -1.6728     |
| 10       | 110                                     | 2          | 18.5  | Normaler Abschnitt           |                                                             | 47.9138    | -1.6815     |
| 11       | 110                                     | 2          | 22    | Teil-Anschlußstelle          | Poligné                                                     | 47.8894    | -1.6893     |
| 12       | 110                                     | 2          | 26    | Vollständige Anschlussstelle | D 772 - Bain-de-Bretagne                                    | 47.8503    | -1.6943     |
| 13       | 110                                     | 2          | 27    | Teil-Anschlußstelle          | Bain-de-Bretagne                                            | 47.8438    | -1.6960     |
| 14       | 110                                     | 2          | 29    | Teil-Anschlußstelle          | Bain-de-Bretagne                                            | 47.8285    | -1.6900     |
| 15       | 110                                     | 2          | 34.5  | Teil-Anschlußstelle          | La Dominelais                                               | 47.7814    | -1.6991     |
| 16       | 110                                     | 2          | 38.5  | Vollständige Anschlussstelle | Grand-Fougeray                                              | 47.7452    | -1.7145     |
| 17       | 110                                     | 2          | 43    | Teil-Anschlußstelle          | Grand-Fougeray                                              | 47.7059    | -1.7043     |
| 18       | 110                                     | 2          | 45    | Teil-Anschlußstelle          | Derval                                                      | 47.6878    | -1.7005     |
| 19       | 110                                     | 2          | 50    | Vollständige Anschlussstelle | Derval                                                      | 47.6490    | -1.6624     |
| 20       | 110                                     | 2          | 53    | Vollständige Anschlussstelle | Jans                                                        | 47.6257    | -1.6436     |
| 21       | 110                                     | 2          | 58    | Vollständige Anschlussstelle | N 171 - Nozay                                               | 47.5775    | -1.6293     |
| 22       | 110                                     | 2          | 61    | Teil-Anschlußstelle          | Nozay                                                       | 47.5579    | -1.6337     |
| 23       | 110                                     | 2          | 62    | Teil-Anschlußstelle          | N 171                                                       | 47.5435    | -1.6350     |
| 24       | 110                                     | 2          | 65.5  | Vollständige Anschlussstelle | Puceul                                                      | 47.5172    | -1.6400     |
| 25       | 110                                     | 2          | 68    | Vollständige Anschlussstelle | Saffré                                                      | 47.4893    | -1.6382     |
| 26       | 110                                     | 2          | 71    | Teil-Anschlußstelle          |                                                             | 47.4628    | -1.6384     |
| 27       | 110                                     | 2          | 73    | Teil-Anschlußstelle          | D 164                                                       | 47.4473    | -1.6414     |
| 28       | 110                                     | 2          | 74    | Teil-Anschlußstelle          |                                                             | 47.4385    | -1.6397     |
| 29       | 110                                     | 2          | 77    | Vollständige Anschlussstelle | Héric                                                       | 47.4161    | -1.6415     |
| 30       | 110                                     | 2          | 82    | Vollständige Anschlussstelle | Grandchamps                                                 | 47.3768    | -1.6428     |
| 31       | 110                                     | 2          |       | Normaler Abschnitt           |                                                             | 47.3297    | -1.6500     |
| 32       | 110                                     | 2          | 95    | Vollständige Anschlussstelle | Orvault                                                     | 47.2774    | -1.5983     |
| 33       | 110                                     | 2          | 97    | Ende der Autobahn            | A844-Nantes                                                 | 47.2657    | -1.5874     |
| 34       | 70                                      | 2          | 118   | Beginn der Autobahn          | N 237 (Île de Ré-La Rochelle (Stadt) / N11 Poitiers-Nantes) | 46.1718    | -1.1208     |
| 35       | 90                                      | 2          | 117   | Brücke                       | ~ Canal de Marans à La Rochelle                             | 46.1618    | -1.1217     |
| 36       | 90                                      | 2          | 115   | Vollständige Anschlussstelle | ZI de Périgny - Villeneuve-des-Salines                      | 46.1530    | -1.1137     |
| 37       | 90                                      | 2          | 114.5 | Vollständige Anschlussstelle | ZI des Cottes-Mailles                                       | 46.1424    | -1.1067     |
| 38       | 90                                      | 2          | 113.5 | Vollständige Anschlussstelle | Aytré-Surgères                                              | 46.1313    | -1.1012     |
| 39       | 90                                      | 2          | 112   | Teil-Anschlußstelle          | Aytré - la Rochelle Gare                                    | 46.1231    | -1.1094     |
| 40       | 90                                      | 2          |       | Ende der Autobahn            | D137_17                                                     | 46.1231    | -1.1094     |

## Seitenäste

### N 137a
Die Route nationale 137A, kurz N 137A oder RN 137A, war eine französische Nationalstraße und von 1933 bis 1978 ein Seitenast der N 137, der eine kürzere Alternative für den Transitverkehr über die Nationalstraße 137 darstellte, die in einen Umweg über Blaye verlief. Ihre Länge betrug acht Kilometer, während der Weg über Blaye 14 Kilometer lang ist.
Die Straße wurde 1978 Teil der N 137 und 2006 abgestuft. 1967 wurde der neu eröffnete Abschnitt des Boulevard périphérique de Rennes als N 137A ausgeschildert. Dieser wurde 1978 zur Nationalstraße 136 umgewidmet.

### N 137b
Die Route nationale 137B, kurz N 137B oder RN 137B, war eine französische Nationalstraße und von 1933 bis 1973 ein Seitenast der N 137, der von dieser in Blaye abzweigte und zum Hafen der Stadt verlief. Heute wird die Straße als 669 gekennzeichnet.

### N 137c

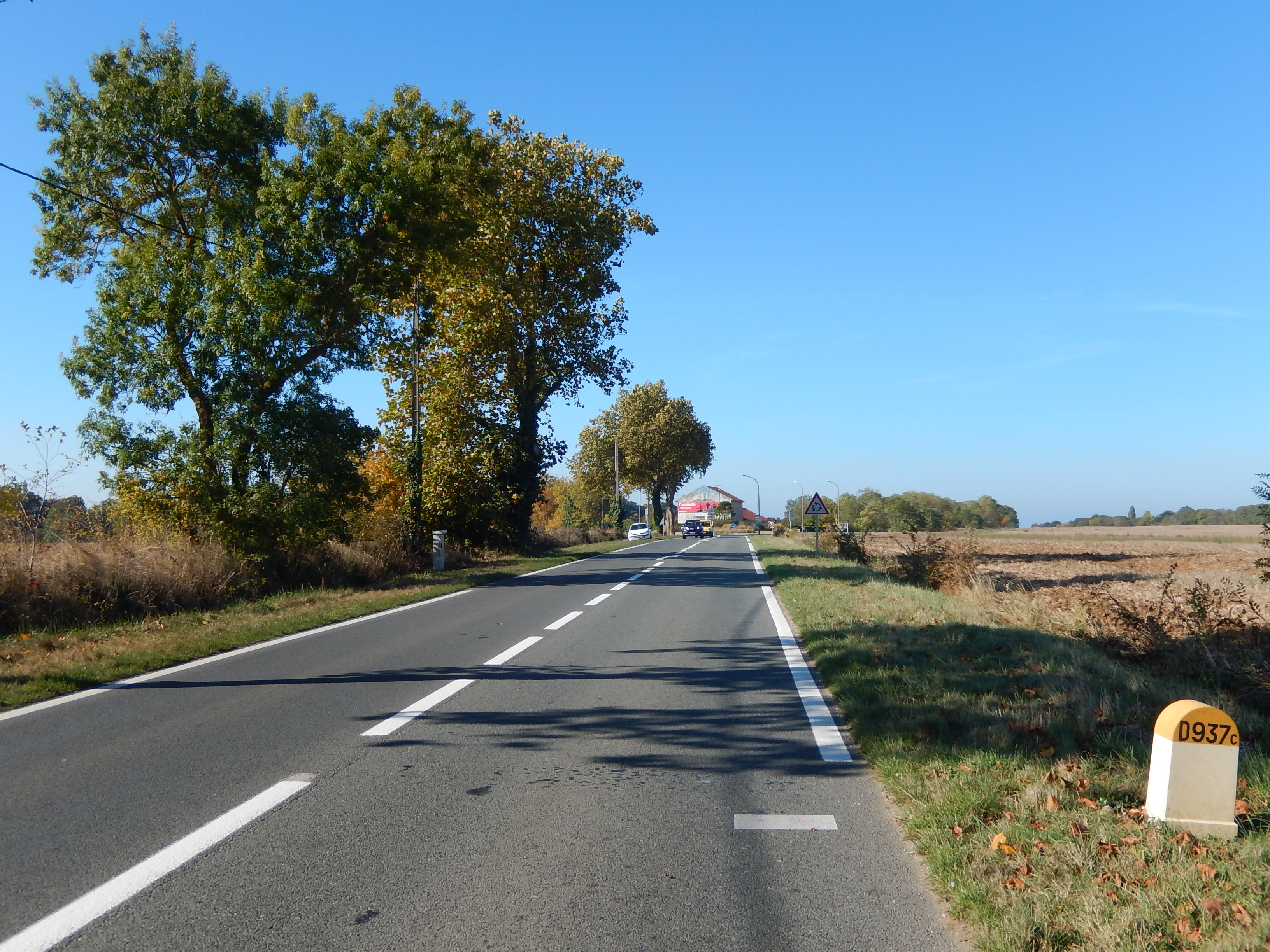
Die D 937^{C} in der Nähe von Fouras.

Die Route nationale 137C, kurz N 137C oder RN 137C, war eine französische Nationalstraße und von 1933 bis 1973 ein Seitenast der N 137, der von dieser nordwestlich von Rochefort abzweigte und über Fouras zum Pointe de la Fumée führte. Ihre Länge betrug 7,5 Kilometer. Heute wird die Straße als 937C bezeichnet.

### N 137d
Die Route nationale 137D, kurz N 137D oder RN 137D, war eine französische Nationalstraße und 1933 ein Seitenast der N 137, die als Verbindung zwischen der Nationalstraßen 137 und 11 innerhalb von La Rochelle festgelegt wurde.
Die Nationalstraße wurde im gleichen Jahr zur Kommunalstraße abgestuft und dafür die N 137E zur N 137D umbenannt. 1973 erfolgte die Abstufung der Straße, die von der N 137 zum Hafen innerhalb von Saint-Servan verlief.
1972 wurde der Neubauumgehungsstraße östlich von La Rochelle die Bezeichnung N 137D gegeben. Sie ist seit 1978 Teil der N 137.

### N 137e
Die Route nationale 137E, kurz N 137E oder RN 137E, war eine französische Nationalstraße und 1933 ein Seitenast der N 137, der in Saint-Servan von dieser zum Hafen verlief. Sie wurde im gleichen Jahr noch in N 137D umbenannt.